# Mega Man ZX
Mega Man ZX, también conocido en Japón y en gran parte del mundo como Rockman ZX (ロックマンゼクス?), es un videojuego desarrollado por Inti Creates y publicado por Capcom el 2006. Este juego fue creado especialmente para la consola Nintendo DS por su especial uso de la doble pantalla.

## Antes de Mega Man ZX
Entre Mega Man Zero y Mega Man ZX
- Después de que la lucha contra Neo Arcadia llegase a su fin, Ciel y su equipo de investigación empiezan a hacer investigación en un área conocida como Outlands (Área F, L y J), una zona inhabitable por lo general fuera de Neo Arcadia y Área Zero. El equipo se encuentra con los restos del Doctor Weil desde el momento en que se había fusionado con Ragnarok, y cuando el equipo entra en contacto con él comienzan a experimentar migrañas severas. Este núcleo, lo denomina Ciel como Biometal W. El Biometal W corrompe a uno de los miembros de la resistencia, Serpent, quien destruye el equipo de investigación, escapando con el Biometal W. El destino de Ciel es desconocido, al igual que los demás de la resistencia, lo que hace que Alouette se convierta en la comandante de los Guardianes y se cambie el nombre a Prairie.
- Una tregua entre los humanos y Reploides se acuerda. La nueva ley es creada por la Legión, para que los Reploides deban tener esperanzas de vida y los seres humanos tener partes mecánicas integradas en sus cuerpos. En esencia, la diferencia entre "hombre y máquina" se convierten en detalles insignificantes. Los que no opten por seguir esta regla, serán marcados como Mavericks. También durante este período surgen las naciones, como InnerPeace. Poco a poco durante este tiempo, estos nuevos estados incipientes comienzan a formar un gobierno centralizado, representándolos la Legión, bajo la dirección de la "Sabia Trinidad", un triunvirato de hombres.
- Algunos años antes de los acontecimientos mencionados, el reploid Serpent aparece como un héroe para la sociedad, como él es capaz de resolver la mayor parte de la crisis energética del mundo utilizando la tecnología descubierta en el Outlands (posiblemente sea parte del Sistema Ciel creada por la Dra. Ciel). Por lo tanto, Serpent fundó Slither, Inc., que se convierte en la fuerza de seguridad y energía en las ciudades más importantes de InnerPeace. Al mismo tiempo, las redadas Maverick (Disidentes en España) se van generalizando, llegando más allá de las Outlands, y en la supuesta seguridad de las ciudades (Vent y Aile pierde a sus padres en las redadas y Giro tiene a ambos bajo su tutela).

## Historia
El juego tiene lugar unos cientos de años después del final de la saga Mega Man Zero. Las guerras han quedado muy atrás y los humanos y reploides ahora coexisten pacíficamente.
Con el tiempo, los Humanoides de la Tierra (quienes son mitad humanos y mitad Reploide) han logrado revivir algunas de las antiguas naciones del planeta. Sin embargo, la prosperidad de antaño pronto se ve perturbada cuando algunas de las formas de vida mecánicas comienzan a volverse Mavericks, haciendo que algunas áreas se vuelvan peligrosas, y pronto esta actividad comienza a obstruir el intercambio entre las naciones.
Las naciones comienzan a ser divididas en áreas designadas como Innerpeace, ciudades utópicas en las cuales los Humanoides pueden vivir tranquilamente, y las Outlands, donde los Mavericks, Reploides y Mecaniloids que amenazan la paz, aparecen.
Gracias a los esfuerzos de la compañía Slither Inc. se han logrado grandes progresos. Slither Inc. ha logrado extraer tecnologías antiguas de ruinas en las Outlands. La vida tranquila en Innerpeace se mantiene gracias a la tecnología ofrecida por Slither Inc.
En las regiones de la frontera, donde la crisis de los países aún no se ha podido resolver, los Mavericks aún continúan causando estragos. Los Humanoides de estas áreas crearon una organización para defensa conocida como los Guardianes. Los Guardianes defienden las Outlands e investigan la causa de los ataques Maverick. La líder original de los Guardianes desapareció durante la investigación de un área de las Outlands.
Diez años antes de los eventos del juego, los protagonistas Vent y Aile perdieron a sus Padres durante un ataque Maverick en el parque de diversiones del Área H y quedaron huérfanos. Girouette (acortado a Giro en occidente), el dueño de Giro Express, un servicio de transporte que lleva "cualquier cosa a cualquier lugar", los tomó bajo su custodia y ahora trabajan para él en su negocio. Un día, Giro es contratado por un cliente desconocido para llevar un paquete muy importante a un punto de reunión en el Área A.
De camino, Vent y Aile recuerdan el incidente Maverick que les costó la vida de sus padres. Justo cuando están por retomar el camino, un grupo de Mavericks los atacan. Vent y Aile caen a un bosque, junto con el paquete que llevaban. Aquí, se encuentran con Prairie y los Guardianes. Su encuentro es interrumpido cuando un Mecaniloid con forma de serpiente, Giga Aspis, los ataca. El paquete, un artefacto flotante que se hace llamar Biometal Model X (referente a X), les da su poder a Vent y Aile, transformándolos en Mega Man Model X. Con la ayuda de Model X, Giga Aspis es destruido. Por órdenes de Prairie, se les permite quedarse con Model X y salen en busca de Giro.
Al llegar al Área B, Vent/Aile son atacados por un aeroplano piloteado por Mavericks, Rayfly, pero Giro, en la forma de Mega Man Model Z (correspondiente a Zero), llega y acaba con él. Más adelante, tras pasar la prueba en el Área C, a bordo del Cuartel General de los Guardianes (una aeronave, detectada en el mapa como Area X), Prairie les revela que es la comandante de los Guardianes y comienza a explicarles la situación. Sin embargo, suena la alarma cuando se detecta un ataque Maverick en el distrito residencial cerca del Área D. Vent/Aile salen corriendo a tratar de ayudar, a pesar de las advertencias de Giro de que puede ser una trampa. Viendo que no puede detenerlos, Giro va tras ellos. Al llegar a la oficina principal de Slither Inc., donde se enfrentan cara a cara con el presidente de Slither Inc., Serpent, y los que se hacen llamar "las voces de Model W", Prometheus y Pandora. Serpent revela su conocimiento del Biometal y dice que él también es un Mega Man, y que posee un fragmento del Model W. Sin embargo, dice que planea encontrar el núcleo del Model W y despertarlo, y se va, no sin antes posesionar al debilitado Giro con el poder del Model W.
Comienza la pelea, que termina en la muerte de Giro (a manos de Serpent). Con su último aliento, Giro les entrega su Model Z a Vent y Aile y queda transformado en un Cyber Elf. Usando el poder combinado de Model X y Model Z, Vent/Aile (ahora convertidos en Mega Man Model ZX) escapan con vida, pero con la muerte de su amigo aún sobre ellos. 
Vent/Aile regresan a la base de los Guardianes, donde Prairie descubre que el Model W tiene el poder para corromper a los humanos y máquinas, y que sospecha que Serpent planea despertar al núcleo del Biometal que yace durmiente bajo la tierra. Sin embargo, debido a que parte de la data estaba corrupta, no pudieron determinar su locación exacta. Lo que si necesitan son los seis passwords contenidos en la memoria de los seis fragmentos del Biometal para abrir la puerta de acceso hacia él. Ya tienen los de Model X y Model Z, pero Serpent aún tiene los otros cuatro, los cuales se los entregó a sus 8 Pseudoroids para sacar su poder. Vent y Aile salen a buscar y derrotar a los Pseudoroids para recuperar los cuatro Biometals restantes.
En el transcurso de la misión, la base de los Guardianes es atacada por varias naves de Slither Inc. por lo que Vent/Aile se ven forzados a volver para ayudarles a defenderla. Prometheus y Pandora logran infiltrarse en la nave, y el primero se enfrenta a nuestros héroes en combate, pero al ser derrotado, escapan. Luego de que todo vuelve a ser paz y tranquilidad en la base, Prairie les explica a Vent/Aile algunas cosas más relacionadas con los Biometales y demás. Finalmente, ambos reanudan su misión para recuperar los Biometales.
Habiendo completado su tarea, Prairie logra dar con la posición del núcleo del Model W. Ahora que tienen los seis passwords, los Biometales abren la puerta de acceso, y Vent/Aile consiguen entrar para detener a Serpent. Consiguen llegar hasta el núcleo del Model W, pero Serpent los detiene, y deja a Pandora que los contenga mientras se lo llevan a su oficina central.
En medio de la conmoción, ocurre un brote masivo de Mavericks en la carretera, por lo que Vent/Aile y los guardianes se ven forzados a dejar la búsqueda del Model W de lado de momento. Pandora y Prometheus aparecen para enfrentarlos nuevamente. Vent y Aile logran derrotarlos, pero ellos dejan muy claro que las cosas están aún muy lejos de terminar, y escapan.
Habiendo repelido el ataque, Vent/Aile finalmente se dirigen a la oficina central de Slither Inc. para evitar que Serpent despierte al núcleo del Model W (Weil). En el camino, ven que el lugar está lleno de cápsulas con Cyber-Elves. Finalmente llegan con Serpent, quien les explica que el Model W se alimenta del miedo que sufren las víctimas que ha sacrificado para convertirlas en Cyber-Elves. Serpent se transforma con su fragmento en Mega Man Model W y se enfrenta a Vent/Aile. Durante la pelea, Serpent se ríe sin ninguna razón aparente, y cuando Vent/Aile le preguntan por qué, este responde que ellos eran la llave final: en ese momento, ambos están llenos de odio y furia contra Serpent por todo lo que les ha arrebatado, y con eso consigue despertar el núcleo del Model W, y sin perder un instante Serpent se fusiona con él. Vent/Aile no pueden creer que todo lo que han hecho hasta ahora haya resultado en vano, pero entonces, los Biometales les devuelven su voluntad al decirles que su verdadero poder no surge del odio, sino de su valentía y su deseo de proteger a los demás. Con un valor renovado, Vent/Aile consiguen finalmente derrotar de una vez por todas a Serpent, pero este antes de derrumbarse les mete una última duda: al querer detener el progreso, están interfiriendo con el curso natural de la vida. El edificio comienza a derrumbarse, pero los Biometales los sacan de ahí justo a tiempo.
Pensando en las últimas palabras de Serpent, Vent/Aile se preguntan si todo valió la pena al final, pero en ese instante, el espíritu de Giro aparece para decirles que hicieron lo correcto: ellos no querían ser esclavos de su destino, prefirieron pelear por aquello en lo que creían antes que deshacerse de su propia humanidad. Vent/Aile reflexionan en las palabras de Giro, y se dan cuenta de que es cierto, tienen el poder para decidir su destino. Giro finalmente se despide asignándoles su último trabajo: guiar al mundo al futuro que ellos consideran que se merece.
Vent/Aile son recibidos por Prairie y los demás guardianes. Se dan cuenta de que tendrán que luchar para forjarse su destino y crearse un futuro por sí mismos. Tienen un gran poder consigo, y con él una gran responsabilidad.

## Jugabilidad
Este juego mezcla los mecanismos de Mega Man X y Mega Man Zero. El jugador mueve hacia la izquierda o derecha, salta y ataca a los enemigos. Aile/Vent no pueden atacar, escalar por muros o hacer dash destransformados, pero pueden moverse agachado y nadar. Además, los 2 flotan en vez de hundirse si están destransformados. Existen 8 Pseudoroids que portan las mitades de los 4 biometals, que al derrotar algunos, reviven otros. Esos Pseudoroids tienen su punto débil, pero rebaja el nivel del biometal que los contiene al ser eliminados la primera vez. Los Biometals pueden ser reparados con E-Cristales (EC) en caso de dañar el punto débil de cada Pseudoroid.
Inicialmente, Aile/Vent tiene una barra de 16 HP, pero existen 4 ciberelfos de vida que aumentan su barra en 4. Al igual que en Mega Man X, existen 4 subtanques que rellenan el HP de los personajes. Además, destruyendo enemigos o en ciertas zonas se encuentran vidas extra (parten con 2 y el MAX es 10). En Difícil, estos ciberelfos y subtanques son remplazados por vidas extra. Esas vidas se pierden cuando el HP del personaje cae a 0, cuando cae al agujero trampa, a la lava o clavijas o si es aplastado por objetos. Se termina el juego si el jugador se quede sin vidas, volviendo a empezar desde el último transervidor en donde se guardó la partida.
En el área C-2, existe una tienda de arcades que req. EC para jugarlos.
Existen transervidores que pueden recibir misiones y guardar partida, pero los amarillos, a diferencia de los rojos, permiten el teletransporte de los personajes. Al subirse en uno de ellos, recargan HP al MAX y resetea el contador de vidas a 2 o más.
Algunos NPC rechazan conversar con Aile/Vent cuando son transformados. Además, los mechaniloids de seguridad no pueden atacar a ambos a menos que se transformen o estén en áreas rojas.

### Biometales
El juego se caracteriza por poseer "Biometales" (Live Metals en la versión japonesa), los cuales, pueden otorgar a su poseedor poderes y habilidades dando origen a un Model por medio del "M.E.G.A. System" (Meta-Encapsulate Granule Awareness System) o en la versión Japonesa del Juego "R.O.C.K. System" (Rebirth Of Crystallised Knowledge System). En el juego existen 7 Biometals, de los cuales 6 Vent y Alie serán capaces de fusionarse: Model X (X), Model Z (Zero), Model H (Harpuia), Model F (Fefnir), Model L (Leviathan), Model P (Phantom) y Biometal W (Weil), siendo este último utilizado únicamente por Serpent al final del juego. En el juego hay 6 Models y uno especial llamado Model O, conocido como Omega.
- Model X (conocido como "Mega Man Blue"): Este Model les da la apariencia y habilidades de X y les otorga a Vent y Aile el X-buster de X junto con una carga de 3 niveles la cual tiene similitud con el upgrade recibido en Mega Man X2 (lanza dos disparos recargados, el segundo más poderoso que el primero). Este model se pierde cuando se obtiene el Model Z fusionándose y dando origen al Model ZX, pero es posible volver a utilizarlo aún después de obtener el Model ZX tras terminar el juego con ambos personajes en dificultad normal o difícil e iniciando luego uno nuevo.
- Model Z (conocido como "Mega Man Red"): Este Model es usado únicamente por Giro dándole la apariencia y habilidades de Zero, pero con un visor. Este Model posee el Z-saber. Más tarde, con la muerte de Giro, al otorgarle el Biometal Z a Vent y Aile, este se fusiona con el Biometal X dando origen al Model ZX.
- Model ZX (conocido como "Mega Man Ultimate"): Este Model es una combinación del Model Z y del Model X el cual posee el ZX-Saber y el ZX-Buster (el cual, ahora posee el mismo poder que el X-buster). Este se obtiene después de la muerte de Giro, pero una vez obtenido, ya no se podrá jugar con el Model X, a menos que se haya ganado el juego 2 con ambos personajes en Normal o Hard.
- Model H (conocido como "Mega Man of Wind"): Este Model se basa en los poderes y habilidades de Harpuia (uno de los 4 guardianes de X de la saga Mega Man Zero). Con este model, la pantalla táctil, se muestra el HP y el punto débil del Biometal en el enemigo. Es capaz de hacer un Dash horizontal y vertical en el aire. Tiene un sable en cada mano, con el cual se puede hacer el ataque triple de Harpuia. Es capaz de lanzar una descarga eléctrica que se dirige al enemigo más cercano (y puede hasta darle energía a ciertos objetos) y generar un tornado. Este Model es Eléctrico y es obtenido por los Pseudoriods Hivolt y Hurricaune.
- Model F (conocido como "Mega Man of Fire"): Este Model se basa en los poderes y habilidades de Fefnir (uno de los 4 guardianes de X de la saga Mega Man Zero). Con este model, se puede editar el disparo del buster con limitados cuadros por medio de la pantalla táctil en el menú principal, para controlar su dirección. Este model posee un Knucle-Buster por cada mano, un ataque de tierra-fuego y el puñetazo que poseía Fefnir. Este Model es de Fuego y es obtenido por los Pseudoriods Fistleo y Flammole.
- Model L (conocido como "Mega Man of Ice"): Este Model se basa en los poderes y habilidades de Leviathan (una de los 4 guardianes de X de la saga Mega Man Zero). Con este model, se tiene la capacidad de nadar y hacer dash en el agua libremente, crear un dragón de hielo y una pequeña superficie de hielo (muy parecida al poder que otorgaba Chill Penguin en Mega Man X con el buster cargado) que flota en el agua y desaparece en unos segundos. Este Model posee de arma una Alabarda de hielo. En la pantalla táctil se puede observar la localización de objetos por medio de un pequeño mapa. Este Model es de Hielo y es obtenido por los Pseudoriods Lurerre y Leganchor.
- Model P (conocido como "Mega Man of Shadow"): Este Model se basa en los poderes y habilidades de Phantom (uno de los 4 guardianes de X de la saga Mega Man Zero). Con este model, se tiene la habilidad de engancharse en cualquier plataforma desde abajo. Su arma es un kunai, al estar cargada se lanza un shuriken que regresa, tiene la habilidad de formar una burbuja que refleja las balas enemigas. Puede ver mejor en la oscuridad y en la pantalla táctil se puede observar un radar que puede localizar entradas ocultas o detectar enemigos cercanos. Este Model es obtenido por los Pseudoriods Purprill y Protectos.
- Omega: Este es un Biometal especial que se obtiene al vencer a Omega (jefe final de Mega Man Zero 3) en el área N-1, o insertando los cartuchos de Mega Man Zero 3 y Zero 4 para acceder a las dos puertas ocultas en el área inferior y venciendo a los cuatro jefes de cada juego respectivo (No es posible en la DSi, debido a la falta de SLOT 2, pero también es posible en el compilado Megaman Zero/ZX Legacy Collection, debido a que los 2 últimos juegos de Mega Man Zero venían incluidos), se deberá recoger la "Roca Misteriosa" en el Área N-1, en un cuarto al final del pasillo en donde se encuentran las puertas de los enemigos del Megaman Zero 3 y Zero 4 y al terminar el juego, continuando el Clear Data, podrás ir con Fleuve para que te otorgue el Model O. Este Model tiene habilidades muy similares a Omega Zero, tres de las cuales son elementales. Además, el modo Overdrive es ilimitado.[¿Por qué?] Solo es posible obtenerlo en Normal o Difícil.
- Biometal W (V en Japón) (conocido como "Mega Man Evil"): Es un Biometal que fue creado por Master Albert (según Mega Man Zx Advent) originado de la fusión del núcleo de la base espacial Ragnarok con el alma del Dr. Weil (en la saga Mega Man Zero) dando origen al Biometal W. Este Model es usado únicamente por Serpent al final del juego, y corrompe a humanos o reploids que tengan contacto con él.

## Desarrollo
La versión japonesa tiene voces completas, pero las versiones norteamericanas y europeas optaron por voces parciales. Además, la versión europea tiene la interfaz traducida en 6 idiomas, seleccionables desde la consola misma: japonés, inglés, alemán, francés, italiano y español.
La demo técnica publicada en el E3 2006 solo se podía jugar las áreas E y H.

### Actores de voz
| Personaje  | Seiyu              |
| ---------- | ------------------ |
| Vent       | Sanae Kobayashi    |
| Aile       | Sanae Kobayashi    |
| Giro       | Yūto Kazama        |
| Prairie    | Ryō Hirohashi      |
| Serpent    | Kiyoyuki Yanada    |
| Prometheus | Daisuke Kishio     |
| Pandora    | Shizuka Itō        |
| Model X    | Takahiro Mizushima |
| Model Z    | Yūto Kazama        |
| Model P    | Tetsu Inada        |
| Model H    | Megumi Ogata       |
| Model F    | Kazuya Nakai       |
| Model L    | Yuka Imai          |
| Omega Zero | Junichi Suwabe     |